# Kristen Ghodsee
Kristen Rogheh Ghodsee (née le 26 avril 1970) est une ethnographe américaine et professeure d'études russes et est-européennes à l'université de Pennsylvanie. Elle est principalement connue pour son travail ethnographique sur la Bulgarie post-communiste ainsi que pour sa contribution au domaine des études de genre postsocialistes.
Contrairement à l'opinion dominante de la plupart des universitaires féministes dans les années 1990, qui pensaient que les femmes souffriraient de manière disproportionnée de l'effondrement des États communistes, Ghodsee a soutenu que de nombreuses femmes d'Europe de l'Est s'en tireraient mieux que les hommes sur des marchés du travail nouvellement concurrentiels en raison du capital culturel qu'elles avaient acquis avant 1989. Elle a critiqué le rôle des organisations non gouvernementales féministes occidentales qui ont travaillé avec les femmes d'Europe de l'Est dans les années 1990. Elle a examiné l'évolution des relations entre les sexes chez les minorités musulmanes après le régime communiste, ainsi que les croisements entre les croyances et les pratiques islamiques et les vestiges idéologiques du  marxisme-léninisme.

## Carrière
Ghodsee a obtenu son BA de l'université de Californie à Santa Cruz et son doctorat de l'université de Californie à Berkeley. Elle a reçu de nombreuses bourses de recherche, notamment celles de la National Science Foundation, de Fulbright, de l'American Council of Learned Societies, de l'International Research & Exchanges Board (IREX) et du National Council for Eurasian and East European Research. Elle a été résidente à l'Institute for Advanced Study de Princeton,, le Woodrow Wilson International Center for Scholars in Washington, le Max Planck Institute for Demographic Research in Rostock, Germany, le Radcliffe Institute for Advanced Study à l'université Harvard, et à l'Institut d'études avancées de Fribourg (FRIAS). En 2012, elle a été élue présidente de la Society for Humanistic Anthropology.

## Travaux

### Nostalgie rouge, victimes du communisme et du néolibéralisme
En 2004, Ghodsee a publié l'un des premiers articles traitant des aspects  de la nostalgie communiste croissante en Europe de l'Est. Dès la fin des années 1990, plusieurs chercheurs se sont penchés sur le phénomène de l'Ostalgie dans l'ancienne Allemagne de l'Est et sur ce qu'on a appelé la Yougo-nostalgie dans les États successeurs de l'ancienne Yougoslavie communiste. Ces travaux antérieurs sur l'émergence de la nostalgie communiste se concentraient sur ses aspects consuméristes et considéraient le phénomène comme une phase nécessaire que les populations postcommunistes devaient traverser pour rompre pleinement avec leur passé communiste. En revanche, son concept de « nostalgie rouge » s'intéresse à la manière dont les hommes et les femmes ont vécu la perte des avantages matériels réels du passé socialiste,. Plus qu'un simple regard nostalgique sur une jeunesse perdue, la nostalgie rouge a constitué la base d'une critique émergente des bouleversements politiques et économiques qui ont caractérisé l'ère postsocialiste,.
Ghodsee a exploré les politiques de la mémoire collective concernant les États communistes, la Seconde Guerre mondiale et l'Holocauste en Bulgarie,. Selon Ghodsee, la Victims of Communism Memorial Foundation est une organisation anticommuniste conservatrice qui cherche à assimiler le communisme au meurtre, notamment en érigeant des panneaux d'affichage à Times Square qui déclarent "100 ans, 100 millions de morts" et "Le communisme tue". Ghodsee affirme que la fondation, ainsi que les organisations conservatrices homologues en Europe de l'Est, cherchent à institutionnaliser le récit des « victimes du communisme » en tant que théorie du double génocide, ou l'équivalence morale entre l'Holocauste nazi (meurtre racial) et les victimes du communisme (meurtre de classe),. Ghodsee soutient que l'estimation de 100 millions de victimes privilégiée par la fondation est douteuse, car sa source est l'introduction controversée du Livre noir du communisme de Stéphane Courtois. Elle affirme également que cet effort des organisations conservatrices anticommunistes s'est intensifié, en particulier la récente poussée au début de la crise financière mondiale pour la commémoration de cette dernière en Europe, et peut être considéré comme la réponse des élites économiques et politiques aux craintes d'une résurgence de la gauche face aux économies dévastées et aux inégalités extrêmes à l'Est comme à l'Ouest, résultat des excès du capitalisme néolibéral. Ghodsee soutient que toute discussion sur les réalisations des États communistes, notamment l'alphabétisation, l'éducation, les droits des femmes et la sécurité sociale, est généralement réduite au silence, et que tout discours sur le sujet du communisme se concentre presque exclusivement sur les crimes de Staline et la théorie du double génocide.
Dans son livre de 2017 intitulé Red Hangover : Legacies of Twentieth-Century Communism, Ghodsee postule que les attitudes triomphalistes des puissances occidentales à la fin de la guerre froide, et la fixation de relier tous les idéaux politiques de gauche et socialistes aux horreurs du stalinisme, ont permis au néolibéralisme de combler le vide, qui a sapé les institutions et les réformes démocratiques, laissant derrière lui un sillage de misère économique, de chômage, de désespoir et d'inégalités croissantes dans l'ensemble de l'ancien bloc de l'Est et dans une grande partie de l'Ouest au cours des décennies suivantes, qui a alimenté la montée du nationalisme d'extrême droite dans le premier comme dans le second. Elle affirme que le moment est venu « de repenser le projet démocratique et de faire enfin le travail nécessaire pour soit le sauver de l'emprise mortelle du néolibéralisme, soit le remplacer par un nouvel idéal politique qui nous conduise vers une nouvelle étape de l'histoire humaine ».

### Ethnographie littéraire
Le travail ultérieur de Ghodsee combine l'ethnographie traditionnelle avec une sensibilité littéraire, en utilisant les conventions stylistiques de la non-fiction créative pour produire des textes académiques qui sont destinés à être accessibles à un public plus large. Inspirée par les travaux de Clifford Geertz et les conventions de la « description dense », elle est partisane de l'« ethnographie littéraire ». Ce genre utilise la tension narrative, le dialogue et la prose lyrique dans la présentation des données ethnographiques. En outre, Ghodsee soutient que les ethnographies littéraires sont souvent des « ethnographies documentaires », c'est-à-dire des ethnographies dont le but premier est d'explorer le fonctionnement interne d'une culture particulière sans nécessairement soumettre ces observations à un programme théorique spécifique.
Le troisième livre de Ghodsee, Lost in Transition : Ethnographies of Everyday Life After Communism, combine des essais ethnographiques personnels et des fictions ethnographiques pour brosser un portrait humain de la transition politique et économique après le régime communiste. Si certains critiques ont trouvé le livre « captivant et très lisible », et « un récit ethnographique enchanteur, profondément intime et expérimental », d'autres lui ont reproché de raconter une histoire « au détriment de la théorie ». Le fait que le livre ait été jugé « remarquablement exempt de jargon académique et de néologismes » a suscité des « sentiments très mitigés » au sein de la communauté universitaire, un critique déclarant que « la technique quelque peu non conventionnelle consistant à incorporer de la fiction aux vignettes ethnographiques [de Ghodsee] semble un peu forcée ».

### Prix
Le livre de Ghodsee, Muslim Lives in Eastern Europe : Gender, Ethnicity and the Transformation of Islam in Postsocialist Bulgaria a reçu le prix Barbara Heldt 2010 du meilleur livre écrit par une femme dans le domaine des études slaves, eurasiennes et est-européennes, le Harvard University/Davis Center Book Prize 2011 de l'Association for Slavic, East European and Eurasian Studies, le John D. Bell Book Prize 2011 de la Bulgarian Studies Association et le William A. Douglass Prize in Europeanist Anthropology 2011 de la Society for the Anthropology of Europe de l'American Anthropological Association.
Kristen Ghodsee a remporté le prix de l'Ethnographic Fiction 2011 décerné par la Society for Humanistic Anthropology pour la nouvelle "Tito Trivia", incluse dans son livre, Lost in Transition : Ethnographies of Everyday Life After Communism. Avec son coauteur, Charles Dorn, Mme Ghodsee a reçu le prix du meilleur article 2012 de la History of Education Society (HES) pour l'article publié dans la revue Diplomatic History : " The Cold War Politicization of Literacy : UNESCO, Communism, and the World Bank". En 2012, elle a obtenu une bourse John Simon Guggenheim pour ses travaux en anthropologie et en études culturelles,,.

## Revue savante féministe
Les travaux universitaires de Ghodsee sur le genre et la vie quotidienne pendant et après le socialisme ont suscité des critiques de la part des féministes occidentales. Dans un essai publié en 2014 dans le European Journal of Women's Studies, la philosophe Nanette Funk a inclus Ghodsee parmi une poignée de « chercheurs féministes révisionnistes » qui vantent sans critique les réalisations des organisations de femmes de l'ère communiste, ignorant la nature oppressive des régimes autoritaires en Europe de l'Est. Funk soutient que les « féministes révisionnistes » cherchent à tout prix à « prouver une capacité d'action chez les femmes d'un passé marxiste anticapitaliste » et que cela « conduit à des distorsions » et à « des affirmations trop audacieuses » sur les possibilités d'activisme féministe sous les États communistes.
En réponse, Ghodsee affirme que sa recherche cherche à élargir l'idée du féminisme au-delà de la réalisation de l'accomplissement personnel, affirmant que « si l'objectif du féminisme est d'améliorer la vie des femmes, ainsi que d'éliminer la discrimination et de promouvoir l'égalité avec les hommes, alors il y a amplement lieu de reconsidérer ce que Krassimira Daskalova appelle les politiques "favorables aux femmes" des organisations féminines socialistes d'État ». Elle note que l'objectif d'une grande partie des études récentes sur les organisations de femmes socialistes d'État est de montrer comment l'idéologie communiste pourrait conduire à de réelles améliorations de l'alphabétisation, de l'éducation et de la formation professionnelle des femmes, ainsi qu'à l'accès aux soins, à l'extension du congé de maternité payé et à la réduction de leur dépendance économique vis-à-vis des hommes (des faits que même Funk ne nie pas).

## Vie privée
Ghodsee identifie son héritage comme "portoricain-persan". Son père était persan et sa mère portoricaine.

## Publications

### Livres

#### En anglais
- (en) Second World, Second Sex: Socialist Women's Activism and Global Solidarity during the Cold War, Durham, Duke University Press, 2019 (ISBN 978-1478001812)
- (en) Why Women Have Better Sex Under Socialism and other arguments for economic independence, Nation Books, 2018 (ISBN 9781568588902)
- (en) Red Hangover: Legacies of Twentieth-Century Communism, Durham, Duke University Press, 2017 (ISBN 978-0822369493, lire en ligne)
- (en) From Notes to Narrative: Writing Ethnographies that Everyone Can Read, Chicago, University of Chicago Press, 2016 (ISBN 978-0226257556)
- (en) The Left Side of History: World War II and the Unfulfilled Promise of Communism in Eastern Europe, Durham, Duke University Press, 2015 (ISBN 978-0822358350)
- (en) Lost in Transition: Ethnographies of Everyday Life After Communism, Durham, Duke University Press, 2011 (978-0822351023)
- (en) Muslim Lives in Eastern Europe: Gender, Ethnicity and the Transformation of Islam in Postsocialist Bulgaria, Princeton, Princeton University Press, 2009 (ISBN 978-0691139555)
- (en) The Red Riviera: Gender, Tourism and Postsocialism on the Black Sea, Durham, Duke University Press, 2005 (ISBN 978-0822336624)
- (en) avec Rachel Connelly, Professor Mommy: Finding Work/Family Balance in Academia, Rowman & Littlefield Publishers, Inc., 2011 (ISBN 978-1442208582)

#### Traduits en français
- Pourquoi les femmes ont une meilleure vie sexuelle sous le socialisme ? Traduit de l’anglais par Charlotte Nordmann et Laura Raim Lux Editions, 2020[47],[48],[49]

### Articles de journaux importants
- (en) « Rethinking State Socialist Mass Women's Organizations: The Committee of the Bulgarian Women's Movement and the United Nations Decade for Women, 1975-1985 », Journal of Women's History, vol. 24, no 4,‎ 2012, p. 49–73 (ISSN 1527-2036, DOI 10.1353/jowh.2012.0044, lire en ligne, consulté le 15 septembre 2022)
- Kristen Ghodsee, « Feminism-by-Design: Emerging Capitalisms, Cultural Feminism and Women's Nongovernmental Organizations in Post-Socialist Eastern Europe | Kristen Ghodsee », Signs: Journal of Women in Culture and Society, vol. 29, no 3,‎ 1er janvier 1970, p. 727–753 (DOI 10.1086/380631, S2CID 145465152, lire en ligne, consulté le 2 avril 2015)
- (en) avec Amy Borovoy, « Decentering agency in feminist theory: Recuperating the family as a social project », Women's Studies International Forum, vol. 35, no 3,‎ may–june 2012, p. 153–165 (DOI 10.1016/j.wsif.2012.03.003)
- (en) « On feminism, philosophy and politics in Post-communist Romania: An interview with Mihaela Miroiu (Bucharest, 17 May 2010) », Women's Studies International Forum, vol. 34, no 4,‎ july–august 2011, p. 302–307 (DOI 10.1016/j.wsif.2011.04.005)
- (en) « Revisiting the United Nations decade for women: Brief reflections on feminism, capitalism and Cold War politics in the early years of the international women's movement », Women's Studies International Forum, vol. 33, no 1,‎ january–february 2010, p. 3–12 (DOI 10.1016/j.wsif.2009.11.008)
- Kristen Ghodsee, « And if the Shoe Doesn't Fit? (Wear it Anyway): Economic Transformation and Western Paradigms of Women in Development Programs in Post-Communist Central and Eastern Europe », Women's Studies Quarterly, vol. 31, nos 3/4,‎ 2003, p. 19–37 (ISSN 0732-1562, lire en ligne, consulté le 15 septembre 2022)
- (en) « Tito Trivia », Anthropology and Humanism, vol. 37, no 1,‎ 11 juin 2012, p. 105–108 (DOI 10.1111/j.1548-1409.2012.01111.x)
- (en) « A Tale of "Two Totalitarianisms": The Crisis of Capitalism and the Historical Memory of Communism », History of the Present, vol. 4, no 2,‎ 2014, p. 115–142 (DOI 10.5406/historypresent.4.2.0115, JSTOR 10.5406/historypresent.4.2.0115, lire en ligne)